# Seddok, el heredero del diablo
Seddok, el heredero del diablo (en italiano: Seddok, l´erede di Satana), estrenada en Estados Unidos como Atom Age Vampire, es una película de terror italiana de 1960 dirigida por Anton Giulio Majano.

## Sinopsis
Un científico con la capacidad de transformarse en vampiro mata mujeres y les extrae sus órganos para así curar a su amada, una bailarina nocturna que ha quedado desfigurada tras sufrir un accidente automovilístico.

## Reparto
| Actor           | Personaje                           |
| --------------- | ----------------------------------- |
| Alberto Lupo    | Prof. Alberto Levin                 |
| Susanne Loret   | Jeanette Moreneau                   |
| Sergio Fantoni  | Pierre Mornet                       |
| Franca Parisi   | Monique Riviere, asistente de Levin |
| Andrea Scotti   | Jardinero                           |
| Rina Franchetti |                                     |
| Roberto Bertea  | Sacha                               |
| Ivo Garrani     | Comisionado                         |
| Glamor Mora     |                                     |
| Gianna Piaz     |                                     |